# Marcinho (ur. 1981)
Marcinho, właśc. Márcio Miranda Freitas Rocha da Silva (ur. 20 marca 1981 w Campinas) – piłkarz brazylijski grający na pozycji napastnika.

## Kariera klubowa
Marcinho jest wychowankiem Paulisty Jundiaí, w której rozpoczął karierę w 2000 roku. W 2002 Marcinho zawodnikiem Corinthians Paulista. W Corinthians zadebiutował w lidze brazylijskiej 28 sierpnia 2002 w zremisowanym 1-1 meczu z Cruzeiro EC. Z Corinthians zdobył Puchar Brazylii 2002. W latach 2003–2005 był zawodnikiem AD São Caetano. Z São Caetano wygrał mistrzostwa stanu São Paulo – Campeonato Paulista w 2004 roku.
W połowie 2005 przeszedł do SE Palmeiras, w którym spędził dwa i pół roku. W 2008 roku przez kilka miesięcy był zawodnikiem Cruzeiro EC. Z Cruzeiro zdobył mistrzostwo stanu Minas Gerais – Campeonato Mineiro 2008. Druga część 2008 roku został zawodnikiem japońskiej Kashimy Antlers. Z Kashimą zdobył mistrzostwo J-League 2008. 2009 roku występował w Athletico Paranaense, z którym zdobył mistrzostwo stanu Parana – Campeonato Paranaense. W latach 2010–2011 był wypożyczony do saudyjskiego Al-Ahli Dżudda. W lipcu 2011 powrócił do Athletico Paranaense.
| Sezon   | Klub                 | Mecze | Bramki | Rozgrywki                    |
| ------- | -------------------- | ----- | ------ | ---------------------------- |
| 2000    | Paulista Jundiaí     | ?     | ?      | Campeonato Paulista Série A2 |
| 2001    | Paulista Jundiaí     | ?     | ?      | Série C                      |
| 2002    | Corinthians Paulista | 20    | 1      | Campeonato Brasileiro        |
| 2003    | AD São Caetano       | 40    | 13     | Campeonato Brasileiro        |
| 2004    | AD São Caetano       | 25    | 6      | Campeonato Brasileiro        |
| 2005    | AD São Caetano       | 2     | 0      | Campeonato Brasileiro        |
| 2005    | SE Palmeiras         | 37    | 17     | Campeonato Brasileiro        |
| 2006    | SE Palmeiras         | 23    | 3      | Campeonato Brasileiro        |
| 2007    | Cruzeiro EC          | 10    | 0      | Campeonato Brasileiro        |
| 2008    | Cruzeiro EC          | 2     | 0      | Campeonato Brasileiro        |
| 2008    | Kashima Antlers      | 12    | 0      | J-League                     |
| 2009    | Athletico Paranaense | 37    | 11     | Campeonato Brasileiro        |
| 2010    | Al-Ahli Dżudda       | 4     | 1      | Saudi Professional League    |
| 2011    | Al-Ahli Dżudda       | 23    | 9      | Saudi Professional League    |
| 2011    | Athletico Paranaense | 15    | 4      | Campeonato Brasileiro        |
| Łącznie | Łącznie              | 250   | 65     | 65                           |

## Kariera reprezentacyjna
W reprezentacją Brazylii Marcinho zadebiutował 27 kwietnia 2005 w wygranym 3-0 towarzyskim meczu z reprezentacją Gwatemali. Márcinho w 36 min. zastąpił Magrão.